# How It Feels to Be Lost
How It Feels to Be Lost è il sesto album in studio del gruppo musicale statunitense Sleeping with Sirens, pubblicato nel 2019. Il 21 agosto 2020 è stata pubblicata la versione deluxe dell'album, contenente tre rivisitazioni acustiche di tracce presenti nell'edizione standard e un inedito, Talking to Myself (che ha anticipato l'uscita il 23 luglio 2020). 

## Tracce
1. Leave It All Behind – 3:18
2. Never Enough (feat. Benji Madden) – 3:42
3. How It Feels to Be Lost – 3:38
4. Agree to Disagree – 3:03
5. Ghost – 3:26
6. Blood Lines – 3:28
7. Break Me Down – 3:11
8. Another Nightmare – 3:33
9. P.S. Missing You – 4:15
10. Medicine (Devil in My Head) – 3:14
11. Dying to Believe – 3:37

Tracce bonus edizione deluxe
1. Talking to Myself – 3:10
2. Leave It All Behind (Acoustic) – 2:59
3. Agree to Disagree (Acoustic) – 3:10
4. Ghost (Acoustic) – 3:29

## Formazione
Sleeping with Sirens
- Kellin Quinn – voce
- Nick Martin – chitarra, cori
- Jack Fowler – chitarra, programmazioni
- Justin Hills – basso, cori
- Gabe Barham – batteria, percussioni

Ospiti
- Benji Madden – voce (in Never Enough)
- Luke Holland – batteria (in Blood Lines)